# Kimi ga oikaketa jume
A Kimi ga oikaketa jume (君が追いかけた夢; Hepburn: Kimi ga Oikaketa Yume) Gackt japán énekes kislemeze, mely 2003. március 19-én jelent meg a Nippon Crown kiadónál. Második helyezett volt az Oricon heti slágerlistáján és tíz hétig szerepelt rajta. A Japán Hanglemezgyártók Szövetsége aranylemezzé nyilvánította.

## Számlista
| #  | Cím                                                                      | Hossz |
| -- | ------------------------------------------------------------------------ | ----- |
| 1. | Kimi ga oikaketa jume (君が追いかけた夢; Hepburn: Kimi ga Oikaketa Yume) | 4:30  |
| 2. | Birdcage                                                                 | 5:27  |
| 3. | Kimi ga oikaketa jume (君が追いかけた夢) (Instrumental)                  | 4:29  |
| 4. | Birdcage (Instrumental)                                                  | 5:17  |